# Барбадільйо
Барбадільйо (ісп. Barbadillo) — муніципалітет в Іспанії, у складі автономної спільноти Кастилія-і-Леон, у провінції Саламанка. Населення — 467 осіб (2010).
Муніципалітет розташований на відстані близько 190 км на захід від Мадрида, 18 км на захід від Саламанки.
На території муніципалітету розташовані такі населені пункти: (дані про населення за 2010 рік)
- Барбадільйо: 456 осіб
- Кастрехон: 11 осіб
- Хехо-де-Донья-Менсія: 0 осіб
- Муньйовела: 0 осіб
- Вальверде-де-Вальмуса: 0 осіб
- Карраскаліно: 0 осіб

## Демографія
Динаміка населення (INE ):

## Зовнішні посилання
- Провінційна рада Саламанки: індекс муніципалітетів [Архівовано 23 квітня 2009 у Wayback Machine.]
- Посилання на Google Maps